# حمض السيتراكونيك
حمض السيتراكونيك هو مركب كيميائي صيغته C5H6O4، ويحوي المركب بالإضافة إلى مجموعتي الكربوكسيل على رابطة مضاعفة، ولذلك فهو يصنف ضمن الأحماض ثنائية الكربوكسيل الألكينية.

## التحضير
يمكن تحضير المركب من التفكك الحراري لحمض الليمون (حمض الستريك). كما يمكن الحصول على المركب من تسخين أنهيدريد حمض الإيتاكونيك، حيث يحصل أولاً على أنهيدريد حمض السيتراكونيك، والذي يتميه لاحقاً إلى حمض السيتراكونيك.

## الخواص
يوجد المركب في الشروط القياسية على شكل صلب أبيض اللون، يتبلور وفق النظام البلوري أحادي الميل. يتحول المركب بسهولة إلى الشكل اللامائي أنهيدريد حمض السيتراكونيك، وهو سائل عند درجة حرارة الغرفة.
يوجد من المركب مصاوغ هندسي وهو حمض الميساكونيك.

## اقرأ أيضاً
- حمض الميساكونيك